# Derecha Regional Agraria
La Derecha Regional Agraria (DRA) era la rama en Alicante y Castellón de la Derecha Regional Valenciana (DRV), partido político valenciano de la década de 1930 que estaba integrada en la Confederación Española de Derechas Autónomas (CEDA), aunque no compartía su clericalismo ni la demagogia social. 
Fuerza activa durante la Segunda República Española, defendía el Activismo de las formaciones políticas, razón por la cual fue tildado, como la CEDA, de antirrepublicana. Por este motivo, al producirse el Golpe de Estado en España de julio de 1936, que dio lugar a la Guerra civil española, a pesar de que el partido manifestó su lealtad a las autoridades republicanas, sus miembros fueron perseguidos por las milicias y muchos de ellos fueron "paseados".
En Alicante su presidente era Sebastián Cid, su secretario Rafael Alberola Herrera y el jefe de las juventudes Andrés Navarro. Otros dirigentes importantes fueron Ambrosio Luciáñez Riesco, Carlos Fabra Andrés, Eusebio Escolano Gonzalvo, Francisco Torices Rico y Manuel Pérez Mirete. Obtuvo tres diputados en las Elecciones generales de España de 1933 y dos en las Elecciones generales de España de 1936. Muchos de los miembros de sus juventudes se integraron en la Falange Española durante la Guerra civil española.
En Castellón destacaron como dirigentes Ignacio Villalonga y Antonio Martí que fueron diputados en el congreso.